# 忽略可能性
忽略可能性是一种認知偏誤，是指人們在不确定的情况下做决定时无视概率，此時較小的风险通常要么被決策者完全忽视，要么被大大地高估。这个概念是由凱斯·桑斯坦提出。